# 民主建港協進連盟
民主建港協進連盟（みんしゅけんこうきょうしんれんめい、中国語: 民主建港協進聯盟、英語: Democratic Alliance for the Betterment and Progress of Hong Kong）、略して民建連（みんけんれん、中: 民建聯、英: DAB）は、香港の親中政党である。現在の主席（党首）は李慧琼。

## 概要
ナショナリズムを主張しており、大陸側の中央政府に近い。国家分裂（台湾独立運動や新疆ウイグル自治区、チベットの反体制運動）および中央政府の転覆を禁じる基本法23条に基づく治安条例の制定を香港政府が推進した時も、世論の反対に関わらず一貫して政府案を支持した。
行政長官が中央政府と良好な関係を持つという前提つきであるが、行政主導の下における香港政治の安定を目指し、事実上の与党的な存在であることを意識している。しばしば、シンガポールにおける人民行動党をモデルとしていることを同党関係者が述べている。董建華行政長官も第1期(1997-2002年)において、シンガポールをモデルとする政策や政権運営を行っており、これらは民建聯の影響があったものと思われる。
中国系企業や中国本土と関係するビジネスを行う商工業者の支持も受けている。活動資金の大半は中国系企業の献金である。そのため、従来の経済政策に異議を唱えていない。独自の主張としては香港経済の成長を政府が積極的に支援する必要性を唱えていることである。特に、中国本土との経済協力を重視する傾向がある。また、香港が他のアジアNIESと比べて、産業高度化に遅れたことを問題視し、積極的な産業政策を主張することもある。ただし、第1期董建華政権が積極的な政策に失敗したことから、近年では主張を若干緩和させている。
日本国政府には日中戦争で中国に与えたとされる被害に対して謝罪と賠償を要求している。7月7日の盧溝橋事件や9月18日の満洲事変、12月13日の南京事件が当たる日などにはこの団体などによるデモが中環行人天橋の真向かいにある在香港日本国総領事館が入居する交易廣場付近で毎年行われている。

## 沿革
前身は民主建港聯盟（みんしゅけんこうれんめい、以下、民建聯、Democratic Alliance for Betterment of Hong Kong）。2005年2月16日に、香港協進聯盟（ホンコンきょうしんれんめい、Hong Kong Progressive Alliance）を吸収合併した。
民建聯は民主派に対抗するため、1992年7月10日、香港最大の労働組織である香港工會聯合會と学校教師らによって結成された。構成員数では香港最大の政治団体である。労働組合どの組織力を背景にドブ板選挙活動を行えるほか、職能別団体枠でも立法会議員を輩出している。
2004年以降は立法会においても最大議席数を保有してきた。弁護士で、元律政司司長である梁愛詩 全国人民代表大会常務委員香港基本法委員会副委員長や、譚耀宗 行政会議議員も所属している。
香港協進聯盟は1994年7月に親中派の商工業者などが結成した政治団体である。当初、民建聯が民主派に押されて振るわなかったため、これを補うため結成された。

## 歴代主席
- 曽鈺成 en:Jasper Tsang（1992年7月-2003年12月）
- 馬力 en:Ma Lik（2003年12月-2007年8月）
- 譚耀宗 en:Tam Yiu-chung（2007年8月28日-2015年4月17日）
- 李慧琼 en:Starry Lee（2015年4月17日-）

## 立法会議員(2016-2020)
- 張國鈞
- 蔣麗芸
- 鄭泳舜（2018年以降）
- 柯創盛
- 梁志祥
- 陳恒鑌
- 陳克勤
- 葛珮帆
- 黃定光
- 劉國勳
- 李慧琼
- 周浩鼎